# زنفتنبرگ ۵۹۰۰۱
سیارک ۵۹۰۰۱ (به انگلیسی: 59001 Senftenberg، نامگذاری:1998SZ35) پنجاه و نه هزار و یکمین سیارک کشف شده‌است که در ۲۶ سپتامبر ۱۹۹۸ کشف شد.